# سردیس لویی چهاردهم (برنینی)

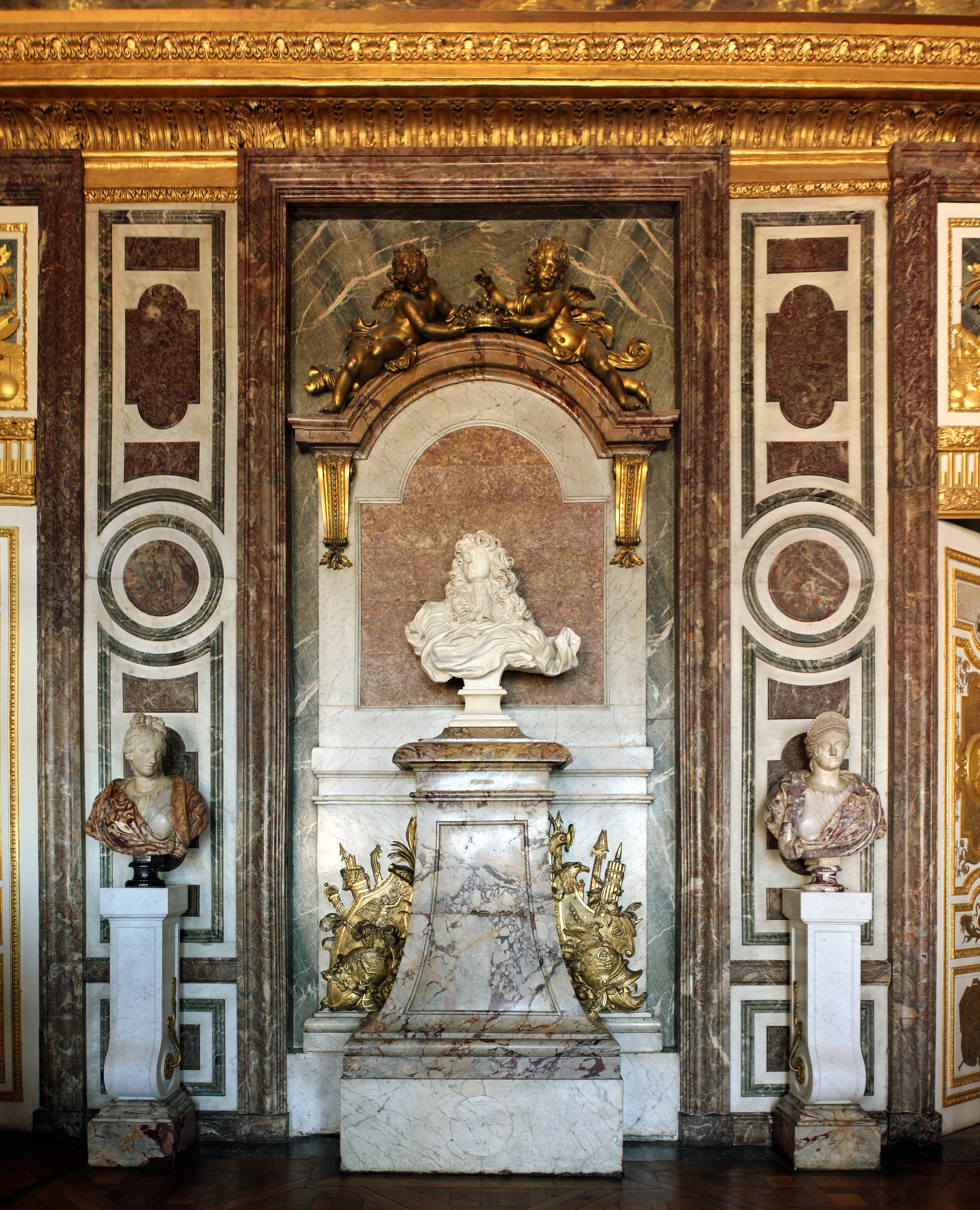
مجسمه، در سالن د دایان

مجسمه نیم‌تنه لویی چهاردهم (انگلیسی: Bust of Louis XIV) یک پرتره از سنگ مرمر است که توسط هنرمند ایتالیایی جیان لورنزو برنینی در سال ۱۶۶۵ در طی سفرش به پاریس ساخته شده است. این مجسمه به شکل نیم تنه از لویی چهاردهم فرانسه است که به نام «بزرگترین قطعه از پرتره به سبک باروک» در کاخ ورسای، سالن د دایان، در آپارتمان بزرگ شاه به نمایش گذاشته شده است.